# Zhengyang
Der Kreis Zhengyang (正阳县,  Zhèngyáng Xiàn) ist ein Kreis in der chinesischen Provinz Henan. Er gehört zum Verwaltungsgebiet der bezirksfreien Stadt Zhumadian. Zhengyang hat eine Fläche von  1.889 km² und zählt 623.800 Einwohner (Stand: Ende 2018). Sein Hauptort ist die Großgemeinde Zhenyang (真阳镇).

## Administrative Gliederung
Auf Gemeindeebene setzt sich der Kreis aus sechs Großgemeinden und dreizehn Gemeinden zusammen. 